# El Xiguiro
El Xiguiro är en ort i Mexiko, tillhörande kommunen Huixquilucan i delstaten Mexiko. El Xiguiro ligger i den centrala delen av landet och tillhör Mexico Citys storstadsområde. Orten hade 184 invånare vid folkmätningen 2010.